# Червена църква (Вургарели)
 Тази статия е за средновековната църква в Гърция.  За късноантичната базилика в България вижте Червена църква.  
Червената църква „Света Богородица Веленска“ (на гръцки: Παναγία η Βελλαΐτισσα, Η Κόκκινη Εκκλησία) е средновековна църква, която се намира в близост до село Вулгарели, Гърция, на 56 km североизточно от Арта, на южния склон на планината Чумерка.
Издигането на църквата става в 1281 година от Теодор Цимисхи – византийски протостратор и артенския деспот Никифор. Червената църква носи името си от цвета на тухлите с които са изградени външните стени.
Храмовият празник е на 8 септември. Архитектурно църквата напомня „Света Богородица Перивлепта“ в Охрид, което косвено сочи, че в някакво време е в диоцеза на Охридската архиепископия.
Сградата е осветена от големи сводести прозорци. Надпис информира, че църквата е изографисана между 1295 и 1296 г. До днес са се запазили няколко фрески – Богородица с младенеца, оградена от две двойки ктитори: Теодор Цимисхи със съпругата си Мария и Йоан Цимисхи със съпругата си Анна. Притворът е интересно резбован и оцелял до днес.